# Anika Larsen
Anika Larsen (19 dicembre 1973) è un'attrice e cantante statunitense.
Ha recitato in numerosi musical e ha vinto il Drama Desk Award alla miglior attrice non protagonista in un musical per Beautiful: The Carol King Musical nel 2014. Ha recitato in altri musical a Broadway e nell'Off Broadway, tra cui Zanna, Don't! (Off Off Broadway, 2002; Off Broadway, 2003), All Shook Up (Broadway, 2005), How to Save the World and Find True Love in 90 Minutes (Off Broadway, 2006), Xanadu (Broadway, 2008) e Avenue Q (Off Broadway, 2009).